# Архипов, Виктор Владимирович
Виктор Владимирович Архипов (род. 6 января 1962, Усть-Каменогорск) — советский и российский хоккеист, защитник, мастер спорта России (1992). Тренер.

## Биография
Воспитанник усть-каменогорского хоккея, тренер Владимир Гольц. Бронзовый призёр молодёжного чемпионата СССР 1981 года в составе минской «Юности». Играл за команды «Авангард» Омск (1981/82 — 1982/83, 1985/86 — 1993/94, 1994/95), СКА Новосибирск (1983/84), «Уйпешт» (Венгрия, 1994/95), «Рубин» Тюмень (1995/96 — 1997/98), «Авангард-ВДВ» (1998/99).
Капитан «Авангарда» (1990—1992). Лучший снайпер среди защитников за всю историю клуба.
Тренер «Авангарда»-ВДВ (1998—2000). Тренер в ДЮСШ «Авангард» (2001—2018, с 2022). Тренер в СДЮСАШОР А. В. Кожевникова (Омск, 2018—2022).
Среди воспитанников — Денис Костин, Иван Мищенко, Артур Лаута, Владимир Ткачёв, Дмитрий Завгородний, Кирилл Казаков, Семён Асташевский.